# 7318-as mellékút (Magyarország)
A 7318-as számú mellékút egy négy számjegyű mellékút Veszprém vármegye déli részén, a Tapolcai-medencében. Az út egy szakasza a Szent György-hegy nyugati lábánál halad, annak egyik legfontosabb megközelítési útvonala.

## Nyomvonala
A 71-es főútból ágazik ki, annak 85+300-as kilométerszelvénye előtt, észak felé, Szigliget külterületének északi részén. 700 méter után már Hegymagas területén jár, ahol a másfeledik kilométere táján kissé nyugatabbnak fordul. A község első házait 2,7 kilométer megtétele után éri el, ott a Szigligeti utca nevet veszi fel, majd 3,2 kilométer után ki is lép.
3,7 kilométer után már Raposka területén jár, itt megint északi irányt követ. A kis egyutcás település keleti széle mellett halad el, nagyjából a 4+700-as kilométerszelvényénél, ott ágazik ki belőle nyugat felé a 73 155-ös út, amely a falu nyugati végéig húzódik annak főutcájaként és ott véget is ér, bő egy kilométer után (önkormányzati útként még továbbmegy a MÁV 26-os számú Balatonszentgyörgy–Tapolca–Ukk-vasútvonalának Raposka megállóhelyéig).
Az út még az ötödik kilométerének elérése előtt belép Tapolca területére; 7,5 kilométer után egy kis időre a 26-os vasútvonal mellé simul, majd keresztezi a 29-es számú Börgönd–Szabadbattyán–Tapolca-vasútvonal vágányait (a 26-os vonal vágányait nem, így az abban az irányban közlekedő vonatok nem zavarják a mellékút forgalmát), Tapolca vasútállomás délkeleti vége közelében. Hegymagasi út néven fut bele a 77-es főút egy körforgalmába, annak 46+300-as kilométerszelvényénél, ahol véget is ér.
Teljes hossza, az országos közutak térképes nyilvántartását szolgáló kira.gov.hu adatbázisa szerint 8,033 kilométer.

## Települések az út mentén
- (Szigliget)
- Hegymagas
- Raposka
- Tapolca